# Дарлинг, Рэнди
Рэ́нди Да́рлинг (англ. Randy Darling; род. 2 августа 1957, Лангдон, Северная Дакота) — американский кёрлингист.
В составе мужской сборной США участник чемпионата мира 1997. Чемпион мира и США среди юниоров (1979).

## Достижения
- Чемпионат США по кёрлингу среди мужчин: бронза (2000).
- Чемпионат мира по кёрлингу среди юниоров: золото (1979).
- Чемпионат США по кёрлингу среди юниоров: золото (1979).

## Команды
| Сезон   | Четвёртый      | Третий        | Второй           | Первый        | Запасной                         | Турниры               |
| ------- | -------------- | ------------- | ---------------- | ------------- | -------------------------------- | --------------------- |
| 1978—79 | Дональд Барком | Рэнди Дарлинг | Bobby Stalker    | Earl Barcome  |                                  | ЧСШАЮ 1979 · ЧМЮ 1979 |
| 1996—97 | Крейг Дишер    | Кевин Какела  | Джоэл Джейкобсон | Пол Питерсон  | Рэнди Дарлинг тренер: Стив Браун | ЧМ 1997 (6 место)     |
| 1999—00 | Дон Барком     | Марк Халупцок | Tim Kreklau      | Тим Джонсон   | Рэнди Дарлинг                    | ЧСШАМ 2000            |
| 2000—01 | Дон Барком     | Марк Халупцок | Tim Kreklau      | Рэнди Дарлинг | Тим Джонсон                      | ЧСШАМ 2001 (8 место)  |
| 2001—02 | Дон Барком     | Марк Халупцок | Tim Kreklau      | Kelby Smith   | Рэнди Дарлинг                    | ЧСШАМ 2002 (SF)       |
| 2002—03 | Дон Барком     | Рэнди Дарлинг | Kelby Smith      | Kurt Disher   | Tim Kreklau                      | ЧСШАМ 2003 (10 место) |
| 2004—05 | Дон Барком     | Mark Cheatley | Рэнди Дарлинг    | Tim Kreklau   | Kurt Disher                      | [ 11 ]                |

(скипы выделены полужирным шрифтом)

## Частная жизнь
Женат, двое дочерей.
По роду деятельности — фермер.
Начал заниматься кёрлингом в 1960-е.